# Joseph Antoine d'Aguesseau
Pour les articles homonymes, voir Famille d'Aguesseau et D'Aguesseau.
Joseph Antoine d'Aguesseau, seigneur de Valjouan, membre de l'Académie royale des sciences, baptisé à Montpellier le 26 juillet 1676, et mort à Paris le 15 avril 1744.

## Biographie
Joseph Antoine d'Aguesseau est le fils d'Henri d'Aguesseau et le frère cadet d'Henri François d'Aguesseau, chancelier de France.
Son père lui donne pour précepteurs M. Née, M. Boivin pour le grec, M. Lécuyer pour le droit et Jacques Ozanam pour les mathématiques. Il a dû suivre les cours de droit de la Faculté de droit de Paris dont il a été licencié à l'âge de 16 ou 17 ans.
Le cousin germain de son père, François III d'Aguesseau, seigneur de Puiseux (près de Beaumont-en-Beauvaisis), d'Offins, de Valjouan et de Marcheguyon, secrétaire du Roi, l'a déclaré son légataire universel.
En 1698, il obtient une dispense d'âge pour être avocat du roi au Châtelet. En décembre 1700 il est reçu conseiller au parlement de Paris.
En 1716, sur son lit de mort, son père lui demande de ne pas être trop philosophe et essaie de le persuader d'accepter la survivance de sa charge de conseiller d'État qu'il refuse. Son père a alors fait écrire au Régent pour la transmettre à son gendre, M. Le Guerchois.
Saint-Simon raconte dans ses Mémoires : « Henri-François d'Aguesseau monta chez son frère, espèce de philosophe voluptueux, de beaucoup d'esprit et de savoir, mais tout des plus singuliers. Il le trouva fumant devant son feu en robe de chambre. “Mon frère, lui dit-il en entrant, je viens vous dire que je suis chancelier.” L'autre se tournant : “Chancelier, dit-il, qu'avez-vous fait de l'autre ?” — “Il est mort subitement cette nuit.” — “Oh bien ! mon frère, j'en suis bien aise ; j'aime mieux que vous le soyez que moi.” ».
Il s'est marié le 5 décembre 1722 avec Louise Du Bois, dame de Baillet, veuve d'Antoine-Gédéon Le Ménestrel, seigneur de Marcilly, président au Grand Conseil en 1706.
Le 24 février 1730, il est désigné membre honoraire de l'Académie royale des sciences en remplacement de Jean-Baptiste-Henri Du Trousset, sieur de Valincour.